# Winnyp
Winnyp（ウィニップ）は、Microsoft Windowsで動作するP2Pの技術を利用した特殊なファイル共有ソフトである。Winnyの暗号化部分に改良を施し、匿名性を高めて公開した。

## ファイル構成
- Winnyp.exe
- Winnyp.dll
- disperser.ini.txt
- Winnyp.ini.txt